# Райналд III (Гелдерн)
Райналд III Дебели (на нидерландски: Reinoud III van Gelre; на немски: Rainald III der Dicke; * 13 май 1333; † 4 декември 1371) от род Дом Васенберг, е от 1343 до 1361 и през 1371 г. херцог на Гелдерн и граф на Цутфен.

## Живот
Той е син на херцог Райналд II от Гелдерн (1295 – 1343) и вторатата му съпруга принцеса Елеанора от Англия (1318 – 1355), дъщеря на крал Едуард II и съпругата му Изабела Френска.
След смъртта на баща му Райналд III го наследява под регентството на майка му Елеанора Английска заедно с Дирк ван Валкенбург. Той е накаран да сключи съюз с Англия, но бяга и през 1347 г. сключва съюз с Херцогство Брабант.
През 1350 г. по-малкият му брат Едуард (1336 – 1371), с помощта на майка им, води война с него и го взема в плен през 1361 г. в битката при Тил. След смъртта на брат му Едуард в битката при Бесвайлер през 1371 Райналд III е освободен и отново става управляващ херцог на Гелдерн. След три месеца той умира бездетен и е погребан в манастир Грефентал. С него свършва мъжката линия на фамилията Васенберг от фамилията Фламенсес. Наследен е от полусестрите му Матхилд и Мария. Започва първата Война за нидерландското наследство (1371 – 1379) и през 1380 г. херцог на Гелдерн става Вилхелм III, синът на Мария и Вилхелм II фон Юлих.

## Фамилия
Райналд III се жени в Тервьорен на 1 юли 1347 г. за Мария Брабантска (* 1325, † 1 март 1399), дъщеря на херцог Йохан III от Брабант и съпругата му Мари от Éвро. Бракът е бездетен.
Той има извънбрачна дъщеря:
- Понта ван Гелре, омъжена за Йохан ван Гросбек, сеньор на Хоймен и Малден († 1428)